# Memmelsdorf
Memmelsdorf település Németországban, azon belül Bajorországban. Lakosainak száma 8822 fő (2023. december 31.).

## Népesség
A település népessége az elmúlt években az alábbi módon változott:
| Lakosok száma | 6582 | 7558 | 8768 | 8792 | 8813 | 8831 | 8833 | 8828 | 8827 | 8822 |
|               | 1970 | 1975 | 2011 | 2012 | 2014 | 2015 | 2017 | 2019 | 2022 | 2023 |